# 大江卓
大江 卓（おおえ たく、弘化4年9月25日（1847年11月2日） - 大正10年（1921年）9月12日）は日本の政治家・実業家。土佐国幡多郡柏島（現在大月町）出身。幼名は秀馬、斎原治一郎。後藤象二郎は義父にあたり、妻は後藤象二郎次女、小苗。

## 生涯

### 幕末
長崎に赴いた後、京に出て慶応3年（1867年）土佐陸援隊に入り倒幕運動に参加。このとき坂本龍馬、中岡慎太郎、陸奥宗光らと知り合う。

### 新撰組と交戦
坂本龍馬、中岡慎太郎の死後、海援隊士らは犯人をいろは丸沈没事故で多額の賠償金を支払わされた紀州藩であると考え、慶応3年12月7日(1868年1月1日)、沢村惣之丞、陸奥宗光、岩村精一郎、大江卓ら海援隊・陸援隊士総勢16名が、紀州藩士・三浦休太郎を襲撃し、警固していた新撰組と交戦に及ぶ（天満屋事件）。

### 明治維新以降
翌明治元年（1868年）、神戸外国事務所にて事件処理にあたる。
高知出身ゆえに新政府内で冷遇されていたが、明治5年（1872年）に当時神奈川県令（知事）を務めていた陸奥宗光が、外交知識の豊富な大江を県参事に引き抜いた。大江は陸奥の片腕となり、明治になって間もない神奈川や横浜の街の土台づくりに奔走し、近代日本を維持するための警察制度を作り上げた。買われた外交知識も遺憾なく発揮し、「マリア・ルス号事件」発生時に事態を重く見た外務卿副島種臣から権令（県副知事）に抜擢され、清国人奴隷232人を、自ら裁判長となって解放した。大江の尽力に対して、在日華僑の人々より感謝の気持ちを託して大旆（たいはい）が贈られた（神奈川県立公文書館所蔵）。
明治10年（1877年）、土佐挙兵計画に参画、禁固10年の決により岩手監獄へ収監される（立志社の獄）。入獄中に、妻の小苗と引き離され、子供は福沢諭吉が引き取って育てた。明治23年（1890年）の第1回衆議院議員総選挙において衆議院議員選挙当選、立憲自由党に属し、予算委員長に就任。「民力休養（減税）、政費節減（予算削減）」を掲げる民党の意見を尊重し、軍艦建造費など八百万円以上を削減する大幅な軍縮予算案を査定し、これを可決させた。次の選挙で落選した後は、政界から実業界入りする。
明治25年（1892年）1月に、東京株式取引所頭取に就任。翌年取引所法の成立で呼称が理事長となり、初代東株理事長となる。明治30年（1897年）に、後ろ盾であった後藤象二郎を失った翌年の「北炭株買占め事件」に対する加担容疑を理由に、辞任。
明治32年（1899年）、朝鮮京釜鉄道建設に関わる。
明治41年（1908年）、清国雲南の西部のタイ族の土司の一人、刀安仁の招きに応じて、干崖（後の雲南省徳宏タイ族チンポー族自治州盈江県）を訪問する。
大正2年（1913年）、本郷全福寺において、得度を行い僧となる。大江天也と号す。

### 帝国公道会を設立
大正3年（1914年）、板垣退助を会長に迎え、日本最初の同和解放のための全国組織である帝国公道会を創立。機関誌『公道』（のち『社會改善公道』と書名を改める）を発刊。奈良県の松井庄五郎らと連携し、部落解放のための融和運動に深く関わる。
大正9年（1920年）、県令時に援助をしたフェリス和英女学校（現フェリス女学院中学校・高等学校）の開校五十年記念式典にて演説。
大正10年（1921年）、胃癌のため死去。享年75。死の直前に従五位に任ぜられた。墓所は青山霊園(1イ-13-24)。

## その他
- 横浜市には大江に因んだ大江橋という橋がある。大江橋は、1872年5月に架設され、橋の名前は当時の県令であった大江卓に因んでつけられた。大江橋は、横浜駅（現在のJR桜木町駅）から市街地中心部に至る横浜の玄関口であった。なお、大江橋は日本で初めてガス灯が灯った場所でもある。大江橋の住所は神奈川県横浜市中区尾上町6丁目。
- NHK「歴史秘話ヒストリア」にて2009年（平成21年）、中華街の人びとから感謝された神奈川県の役人として大江卓と感謝の大旆についての秘話が放送された[3]。
- 『極秘 京釜鉄道意見』（龍渓書舎「韓国併合史研究資料」、2005年）が復刻刊行している。ISBN 978-4844754961

## 関連作品
- 舞台『マリア･ルス号事件』「未来に残そう青い海」マリンイベント実行委員会により、横浜開港150周年記念・慶應義塾創立150年記念イベント認定で、 2009年8月12日〜14日　横浜市開港記念会にて舞台公演が開催された。
- 紙芝居『タンキョー　マリア・ルス号ものがたり』横浜開港150周年記念に伴い、神奈川県では「マリア・ルス号事件」を題材とした紙芝居を制作。1800部を制作、県庁でも販売。県内図書館や小学校にも寄付されている。また県のホームページからは自由にダウンロードできる。

## 評伝
- 武田八洲満 「マリア・ルス事件－大江卓と奴隷解放」（有隣堂・有隣新書、1981年）ISBN 978-4896600421
- 大西比呂志 「大江卓の研究－在野・辺境・底辺を目指した生涯」（芙蓉書房出版、2023年9月）ISBN 978-4829508664

小説作品
- 小川正「奴隷船－解放運動の先駆者大江卓」（恒文社、1971年）
- 三好徹「叛骨の人」（新潮社、1980年9月）ISBN 978-4103365013、「大江卓－叛骨の人」（学陽書房・人物文庫、1998年10月）ISBN 4313750592